# تبلیغات همسان
تبلیغات همسان یا روزنامه‌نگاری برند شکلی جدیدی از تبلیغات و از مباحث بازاریابی اینترنتی یا دیجیتال مارکتینگ می‌باشد که در تعریف کلی به نوعی از تبلیغات گفته می‌شود که در آن محتوا و فرمت تبلیغ و ظاهر آن با ساختار و عملکرد محتوای رسانه‌ای که در آن منتشر می‌شود، تطابق داشته باشد.

## نمایش تبلیغات همسان
تبلیغات همسان، باید مانند پیشنهاد سایر مقالات و مطالب پیرامون آن تبلیغ به نظر برسند؛ بنابراین به ویژه در مواردی که هدف تبلیغ، آگاهی از برند باشد، ممکن است برخی از کلمات متداول مانند خرید، اشتراک، ثبت‌نام و غیره که به دیدنشان در تبلیغات عادت داریم را مشاهده نکنیم. این تبلیغات معمولاً تحت عناوینی مانند «پیشنهادهای روز»، «از سراسر وب» و «مطالب پیشنهادی» نمایش داده می‌شوند. کاربر تصور می‌کند که واقعاً این یک پیشنهاد مطالب برگزیده از سوی مدیریت آن سایت است.در نتیجه کاربران بیشتری از سراسر وب از شما دیدن می کنند . 

## ساختار هزینه‌ای
ساختار هزینه ای در تبلیغات همسان بر اساس کلیک می‌باشد یا پرداخت به ازای کلیک مرسوم است. در تبلیغات همسان نمایش آگهی رایگان می‌باشد و مخاطبین تنها به ازای هر کلیک پرداخت خواهند داشت.

## مشارکت‌کنندگان

#### تبلیغ‌کنندگان
بسیاری ازبرندهای تجاری و استارتاپ‌هایی که تازه شروع به کار کرده‌اند، از تبلیغات همسان، برای رسیدن به مخاطبان استفاده می‌کنند. زمانی که مردم در حال استفاده از یک محتوا هستند و برای کشف چیزهای جدید آماده‌اند، کمپین تبلیغات همسان، می‌تواند اهدافی مانند آگاهی از برند و هم‌چنین فروش را تحقق بخشد.

#### ناشران
تبلیغات همسان، یک ابزار کارآمد جهت کسب درآمد ناشران است. ناشران، بدون آن که به تجربه کاربری مخاطبانشان لطمه‌ای وارد شود، می‌توانند، آن‌ها را به محتوای مفیدی که تبلیغات در آن‌ها جای گرفته‌است، هدایت کنند. ناشران در واقع نمایش دهنده تبلیغات تبلیغ کنندگان می‌باشند و در ازای کلیک کسب درآمد می‌کنند.

## مزایای تبلیغات همسان
1. در تبلیغات همسان، تبلیغات شما در جایی ظاهر می‌شود که خوانندگان در حال بررسی آن‌ها هستند. از طرفی، بسیاری از کاربران اینترنت، الگویی را برای رهایی از بمباران شدن توسط تبلیغات ایجاد کرده‌اند که تبلیغات بومی این روش‌های کاربران را دور می‌زند و توجه آنان را به خود جلب می‌کند.
2. تبلیغات همسان، سه برابر، وقت و توجه بیشتری را به خود جلب می‌کنند و ده برابر عملکرد بهتری نسبت به تبلیغات سنتی دارند.
3. تبلیغات همسان، جذابیت و به رسمیت شناخته شدن برند را با اطمینان بیشتری نسبت به سایر انواع تبلیغات تحقق می‌بخشند. تنها نکته این است که این تبلیغات، باید با توجه به قوانین تبلیغات همسان و با کیفیت بالا انجام شوند تا بتوانند در ذهن خواننده اثر مثبت خود را بگذارند.
4. تبلیغات همسان در بازاریابی اینترنتی هزینه نسبتاً پایین‌تری نسبت به تبلیغات بنری دارد.